# Joseph von Högen
Joseph Höger Edler von Högen, Selbstbezeichnung Joseph Edler von Högen (auch Hoegen; * 2. Dezember 1767 in Graz; † nach 1820) war ein österreichischer Verwaltungsjurist und Dichter.
Högen stammte aus einem bayerisch-österreichischen Adelsgeschlecht, das 1691 nobilitiert wurde. Sein Vater war ein Appellations- und Hofrat. Högen studierte Rechtswissenschaft an den Universitäten von Graz und Wien. Nach seinem Studium arbeitete er zunächst beim Appellationskriminalgericht in Klagenfurt. Er ging von dort nach Venedig und ließ sich 1806 als k.k. Landrechtsrat nach Linz versetzen. Bereits 1810 wurde er aus gesundheitlichen Gründen in den Ruhestand versetzt.
Högen veröffentlichte seine gesammelten Gedichte in zwei Bänden bei Ferstl in Graz und Leipzig. Sie enthielten Gedichte aus seiner Jugendzeit ebenso wie Gedichte aus der Zeit kurz vor der Drucklegung. Anton Schlossar berichtet, dass seine Gedichte ...insofern beachtenswerth sind, als sie zu den wenigen besseren Poesien gehören, die Steiermark damals aufzuweisen hatte. Sinniges Gemüth, warme Empfindungsgabe für die Schönheiten der Natur und eine universelle Bildung des Verfassers zeigen sich in Högen’s Versen, auf die übrigens ohne Frage Blumauer’s und der übrigen gleichzeitigen Wiener Dichter Poesien großen Einfluß ausgeübt haben, auch in Betreff der hier und da durchbrechenden Frivolität.